# Glasfaserverstärktes Aluminium

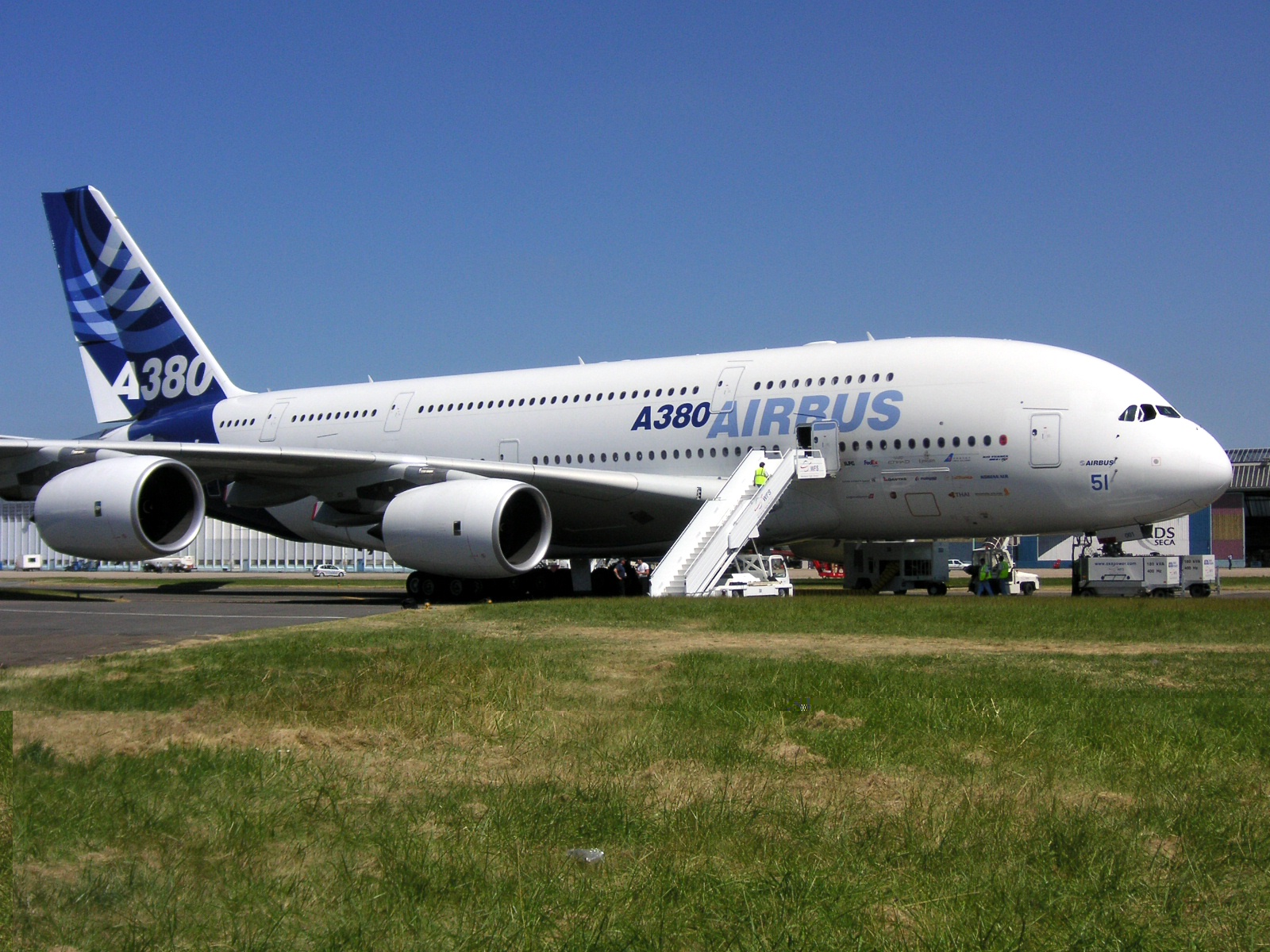
Beim Airbus A380 kommt Glare großflächig zum Einsatz.

Glasfaserverstärktes Aluminium (auch GLARE) ist ein Hybridwerkstoff, der aus vielen, jeweils nur wenige Zehntel Millimeter dicken Schichten besteht. Diese Schichten bestehen abwechselnd aus Aluminium und einem Glasfaserlaminat (glasfaserverstärkter Kunststoff). Die Schichten werden unter Druck verklebt.

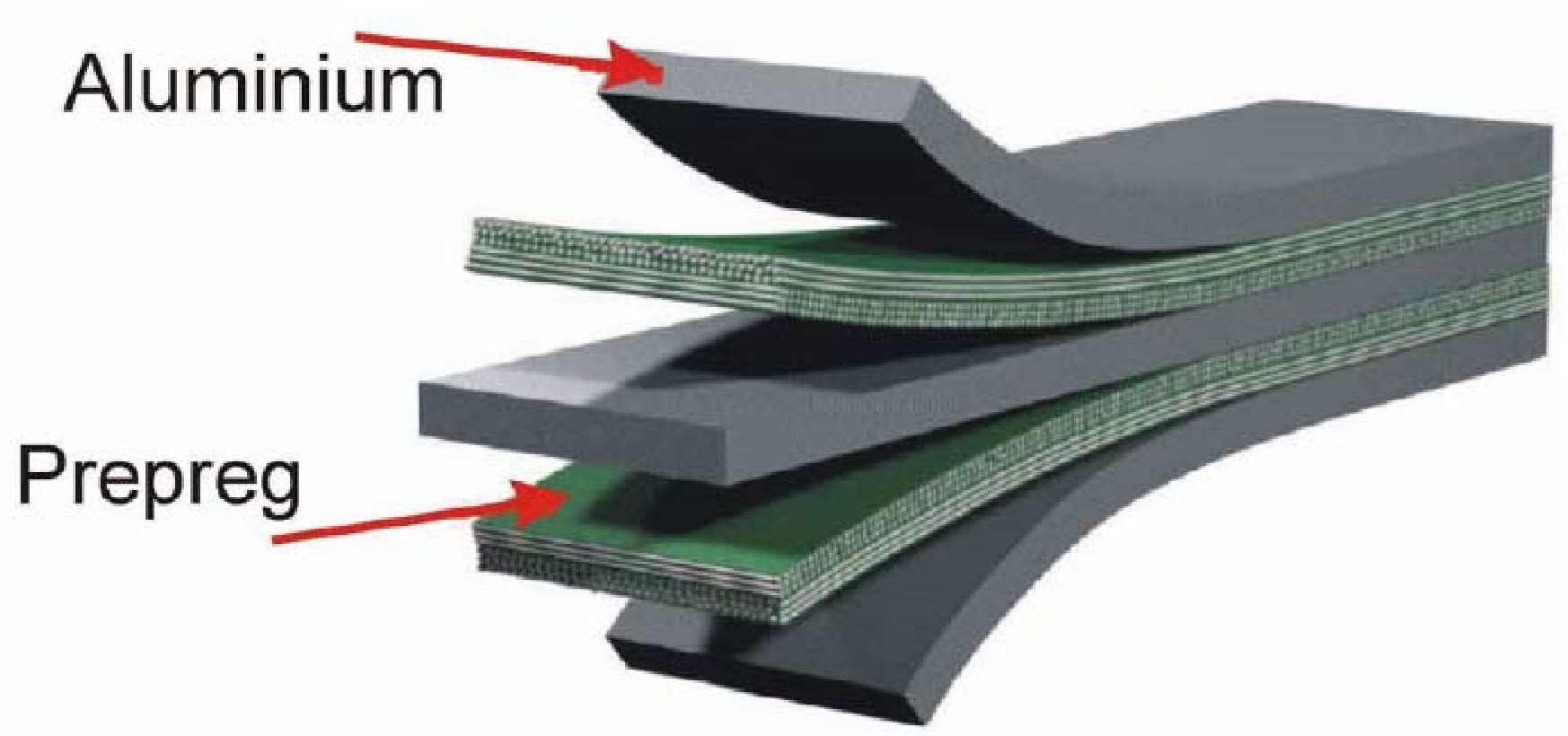
Struktur von GLARE

Das Wort Glare ist ein Akronym und steht für Glass Laminate Aluminium Reinforced Epoxy. Das Material wurde gemeinsam mit der Technischen Universität Delft und dem National Aerospace Laboratory (NLR) in den Niederlanden entwickelt. Es wurde speziell für den Flugzeugbau entwickelt und erstmals großflächig bei der Passagierversion des Airbus A380 eingesetzt, bei dem große Teile der oberen Außenhülle aus Glare bestehen. Es gibt bereits eine verbesserte Version des Glare: Das sogenannte HSS-Glare. Wobei HSS für High Static Strength steht. Bei der Produktion des Airbus A380 wurde das Standard-Glare schrittweise gegen HSS-Glare ausgetauscht.
Der Vorteil gegenüber Aluminium – bislang der Standardwerkstoff im Flugzeugbau – liegt in dem besseren Durchbrand- sowie Einschlagverhalten. Ein weiterer Vorteil gegenüber Aluminium ist sein Verhalten gegenüber Rissen. Risse werden durch die Glasfaserschichten „überbrückt“, so dass die Rissgeschwindigkeit mit zunehmender Risslänge abnimmt, während beim Aluminium die Rissgeschwindigkeit stark zunimmt. Daher wird es vor allen Dingen wegen seines Verhaltens gegenüber Rissen im oberen Rumpfbereich und auf der Flügelunterseite sowie im Nasenbereich des Seitenleitwerks und im Cockpitbereich aufgrund des Einschlagverhaltens eingesetzt. Darüber hinaus können Glare-Bauteile durch eine funktionsoptimierte Faserorientierung für bestimmte Belastungszustände gezielt angepasst werden. Die Dichte von Glare liegt in etwa bei der des im Flugzeugbau üblichen Aluminiums, kann aber je nach Schichtdicke etwas schwanken.
Nachteilig ist der reduzierte Elastizitätsmodul. Er liegt beim Glare bei ca. 57.000 N/mm² (Elastizitätsmodul von Duraluminium: ca. 73.000 N/mm²). Aufgrund der geringeren Steifigkeit kann Flattern bzw. Schwingen auftreten. Ein weiterer Nachteil ist der Preis von Glare, der etwa sechsmal höher ist als der Preis von Aluminium. Zudem lässt sich Aluminium einfacher verarbeiten, da bei der Montage von Glare besonders darauf geachtet werden muss, dass sich die einzelnen Schichten nicht voneinander lösen (Delamination) oder sich beim Bohren Späne zwischen die Glasfaser- und Aluminiumschichten drücken.